# 플래시 몹

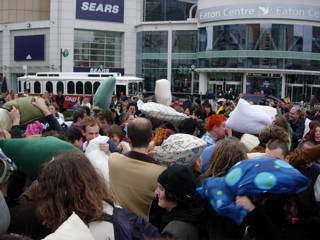

플래시 몹(flash mob)이란 특정 웹사이트에 갑자기 사람들이 몰리는 현상을 뜻하는 플래시 크라우드(flash crowd)와 동일한 생각을 가지고 행동하는 집단인 스마트 몹(smart mob)의 합성어이다. 서로 모르는 불특정 다수가 인터넷과 전자 메일, 휴대전화 등의 연락을 통하여 약속된 시간에, 약속된 장소에 모여, 짧은 시간 동안 주어진 놀이나 행동을 취하고는 금세 제각기 흩어지는 것을 말한다.
대표적인 예로 2003년 6월 미국 뉴욕 맨해튼의 호텔 로비에 200여명의 사람들이 모여 15초간 박수를 치고는 순식간에 사라져버린 일이나, 같은 해 9월, 서울의 명동 한복판에서 30여명의 사람들이 "UFO가 나타났다!"고 외치고는 모두가 잠시 쓰러져 있다가 흩어진 일이 있다.또한 25개의 도시가 참여한 베게싸움 날은 가장 큰 플래시몹이 되었다.

## 플래시 몹과 법
대한민국 법률상 '학문, 예술, 체육, 종교, 의식, 친목, 오락, 관혼상제 및 국경행사에 관한 집회(집회및시위에관한법률 제15조)'에 한하여 집시법 제6~12조가 적용되지 않는다. 따라서 플래시몹은 불법이 아니다. 다만 플래시몹을 가장하고 시위를 하려 한다면 당연히 집시법의 적용대상이 되며, 이는 엄밀히 말하자면 플래시몹이 아니다.

## 같이 보기
- 대중조작
- 해프닝